# Championnats d'Asie
Les championnats d'Asie sont des compétitions sportives qui déterminent le meilleur sportif ou la meilleure équipe sportive d'Asie dans leur catégorie. Ils ont lieu à des intervalles différents en fonction des sports. 

## Compétitions sportives
- Championnats d'Asie d'athlétisme
- Championnats d'Asie de badminton
- Championnat d'Asie de baseball
- Championnat d'Asie féminin de basket-ball
- Championnat d'Asie de basket-ball masculin
- Championnats d'Asie de BMX
- Championnats d'Asie de boxe amateur
- Championnats d'Asie de cross-country
- Championnats d'Asie de cyclisme sur route
- Championnats d'Asie d'équitation
- Championnats d'Asie d'escalade
- Championnats d'Asie d'escrime
- Championnat d'Asie de futsal
- Championnat d'Asie féminin de futsal
- Championnat d'Asie de Formule 3
- Championnats d'Asie d'haltérophilie
- Championnat d'Asie féminin de handball
- Championnat d'Asie masculin de handball
- Championnat d'Asie de hockey sur glace
- Championnats d'Asie de judo
- Championnats d'Asie de karaté
- Championnats d'Asie de lutte
- Championnats d'Asie de natation
- Championnat d'Asie de rink hockey
- Championnat d'Asie de rugby à sept
- Championnats d'Asie de squash
- Championnats d'Asie de skyrunning
- Championnats d'Asie de tennis de table
- Championnats d'Asie de tir
- Championnats d'Asie de tir à l'arc
- Championnats d'Asie de triathlon
- Championnat d'Asie de volley-ball
- Championnats d'Asie de VTT